# Fayence-Manufaktur Frisching

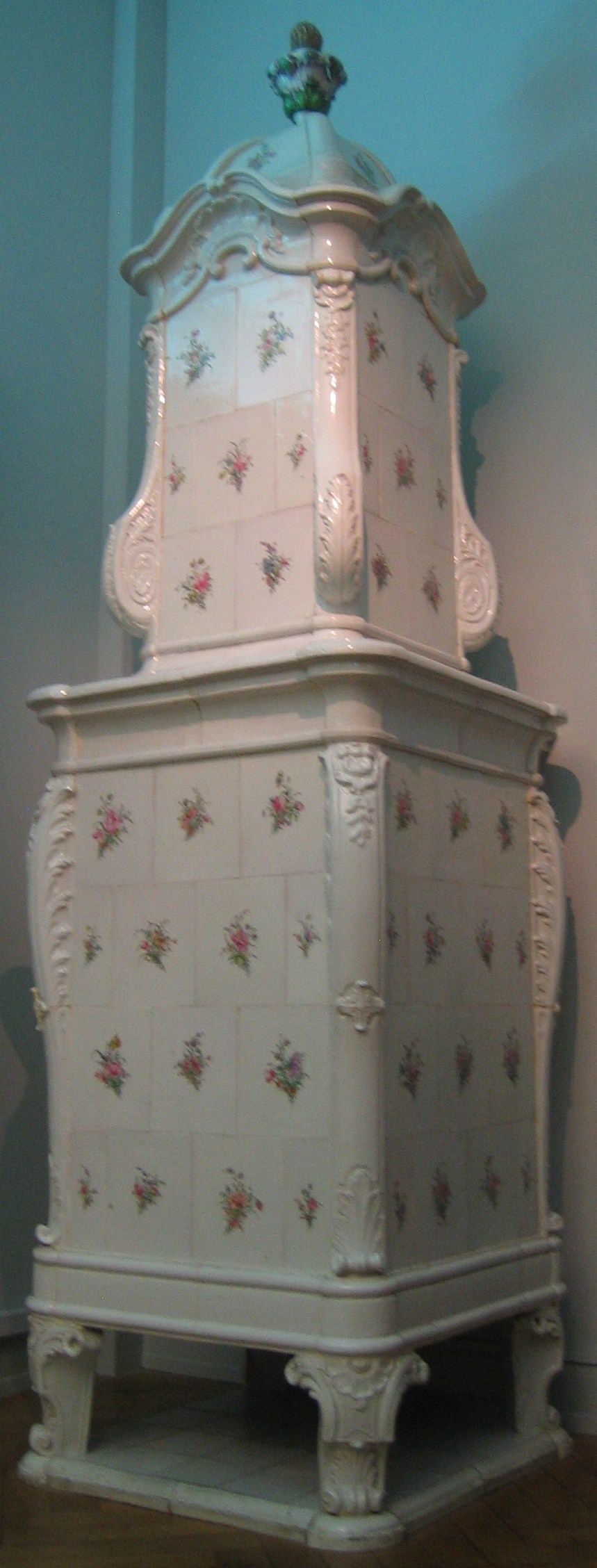
Turmofen aus der Berner Fayence-Manufaktur Frisching. Dieser Kachelofen war ehemals Teil der Innenausstattung des Weissen Hauses (Wendelstörferhof) der Familie Sarasin in Basel. Heute ist der Ofen im Historischen Museum in Bern ausgestellt.

Die Fayence-Manufaktur Frisching war eine Manufaktur, welche von 1760 bis 1776 hochwertige Fayence-Erzeugnisse in der Lorraine in Bern herstellte.

## Gründung, Standort und Produkte

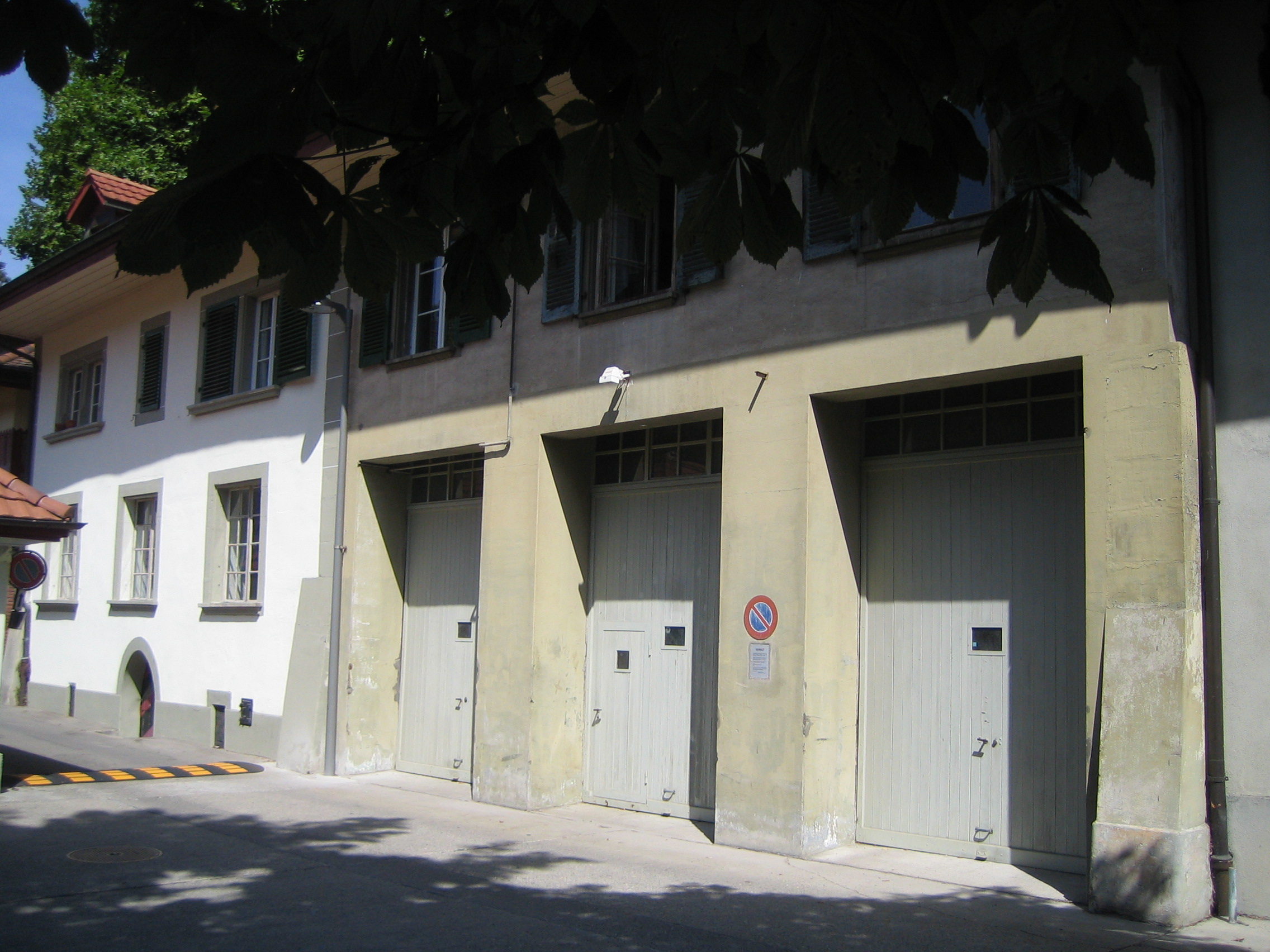
Gebäude der ehemaligen Fayence-Manufaktur Frisching am Uferweg 4 in Bern. Der Einbau der grossen Garagentore erfolgte später.

In der Stadt Bern gab es zwei Fayence-Manufakturen, jene des Augustin von Willading (1758–ca. 1765) und jene der Gebrüder Frisching (1760–1776).
Die Manufakturen befanden sich ausserhalb der Altstadt am Altenberg. Ihre Besitzer waren selbst nicht Hafner, sondern Unternehmer. Franz Rudolf Frisching war zuvor Oberst in niederländischen Diensten, wo er möglicherweise Einblick in die Fayenceherstellung gewann.
Die Manufaktur Frisching wurde 1760 von Franz Rudolf Frisching (1733–1807) und seinen Brüdern Gabriel Friedrich (1731–1789) und Karl Albrecht (1734–1801) auf den Ländereien des Landsitzes von Franz Rudolf, dem "Lorraine-Gut", im Lorraine-Quartier gegründet. Die Fayence-Manufaktur befand sich am heutigen Uferweg 4, auf dem Gebiet der ebenfalls den Gebrüdern Frisching gehörenden "Rabbental-Güter", welche teilweise mit dem "Lorraine-Gut" vereinigt wurden. Das ganze Areal unterhalb der heutigen Lorrainebrücke gehörte in der zweiten Hälfte des 18. Jahrhunderts Oberst Franz Rudolf Frisching. Die Manufaktur war nebst Tafelgeräten vor allem bekannt für ihre polychromierten Fayence-Kachelöfen mit Blumenmotiven. Aufgrund von Protektionismus konnte die Manufaktur in der Stadt Bern keinen einzigen Ofen verkaufen. Umso mehr erfreuten sich die qualitätsvollen Frisching-Öfen bei den reichen Seidenbandfabrikanten in Basel grösster Beliebtheit. In Basel galt es als chic, seine Stadthäuser mit Fayence-Öfen der Manufaktur Frisching auszustatten. Sehr aufwändig gestaltete Exemplare dieser zum Teil mehrfarbig glasierten Frisching Fayence-Öfen stehen im Salon und im Esszimmer des Wildt’schen Hauses in Basel.
Für das handwerkliche Fachwissen in den Manufakturen war der Meistergeselle zuständig. Der erste Meistergeselle bei Frisching war der Fayencemaler Johann Adam Spengler (1726–1790) aus Schaffhausen. Er zog aber 1762 nach Zürich, wo er erster Direktor der Porzellanfabrik in Kilchberg wurde. Sein Nachfolger war der Hafner Daniel Herrmann (1736–1798) aus Langnau im Emmental. Unter Hermanns Leitung stellte die Manufaktur eine ganze Reihe prunkvoller Kachelöfen her. Heute lassen sich noch über vierzig Kachelöfen der Fayence-Manufaktur Frisching zuweisen.
Die Marke der Manufaktur Frisching ist ein grosses blaues "D" mit je einem Punkt vor und nachfolgend, also ".D.". Die Marke konnte bis heute nicht gedeutet werden.

## Standorte von Kachelöfen der Manufaktur Frisching
- Das Blaue und das Weisse Haus in Basel
- Wildt’sches Haus in Basel
- Schloss Hünegg bei Hilterfingen
- Neues Schloss Oberdiessbach
- Schloss Schadau
- Historisches Museum Bern
- Hôtel DuPeyrou in Neuenburg

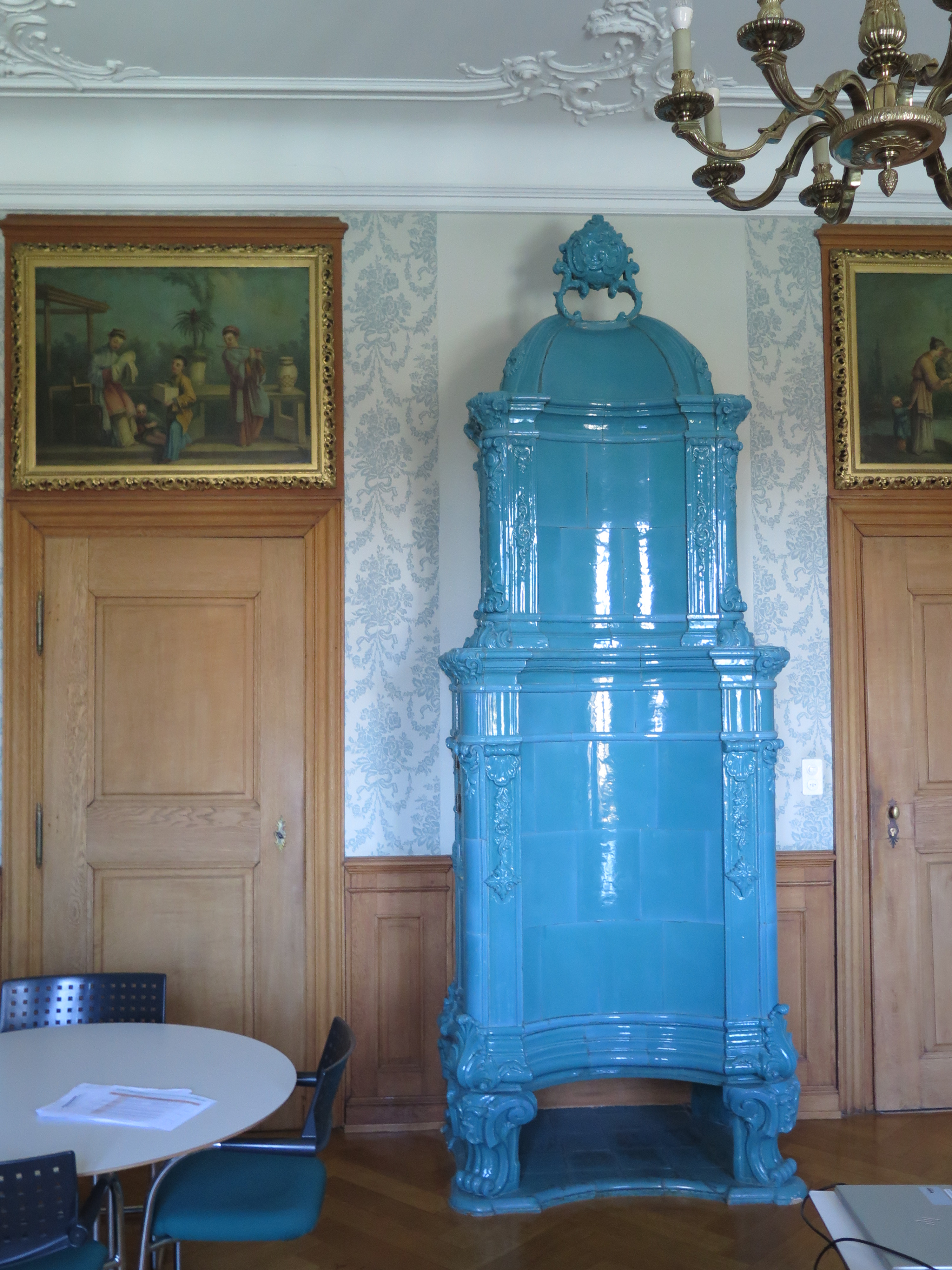
Ofen, 1767, im Blaues Haus, Basel
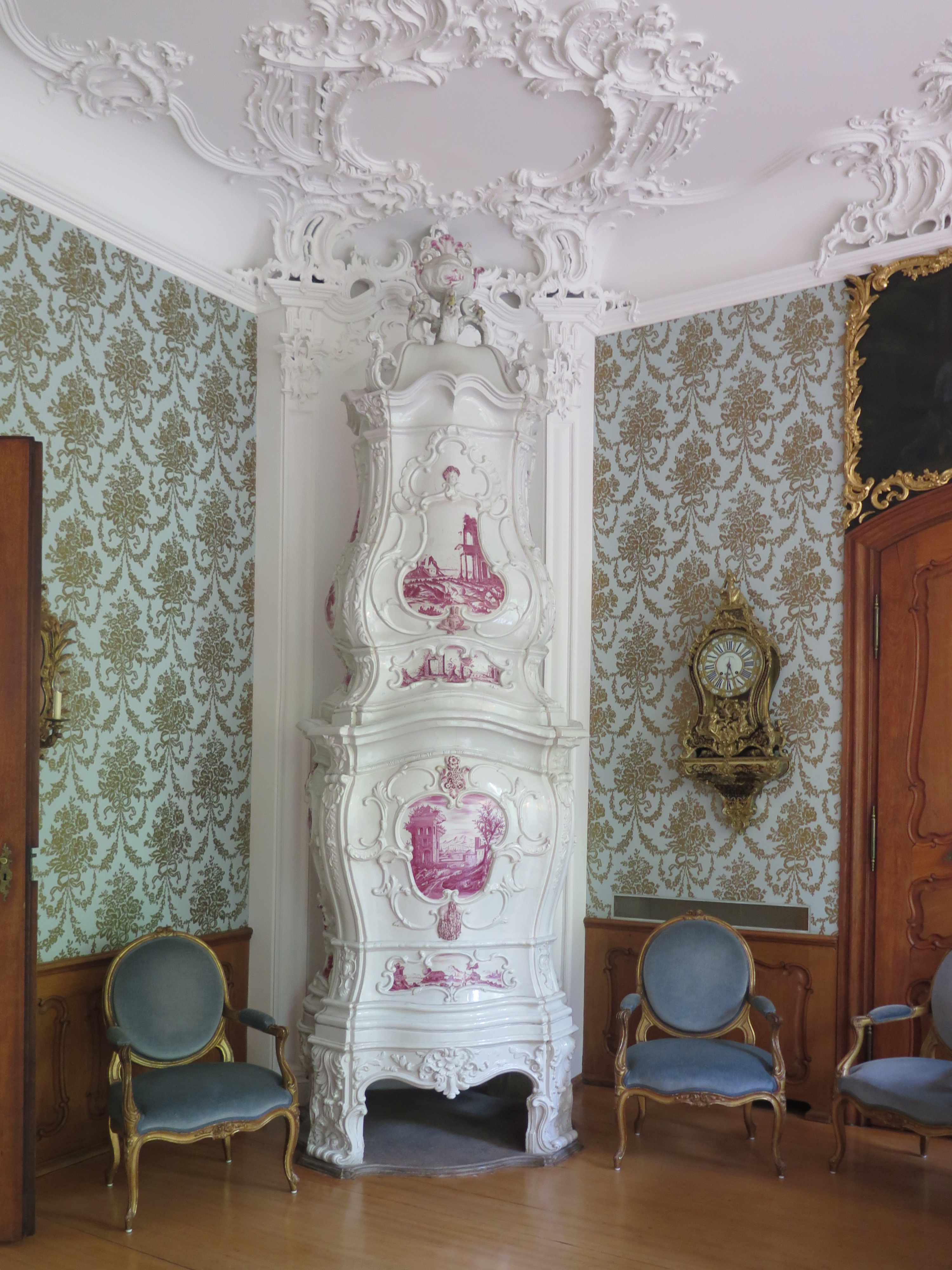
Ofen, 1776/77, im Wildt'schen Haus, Basel
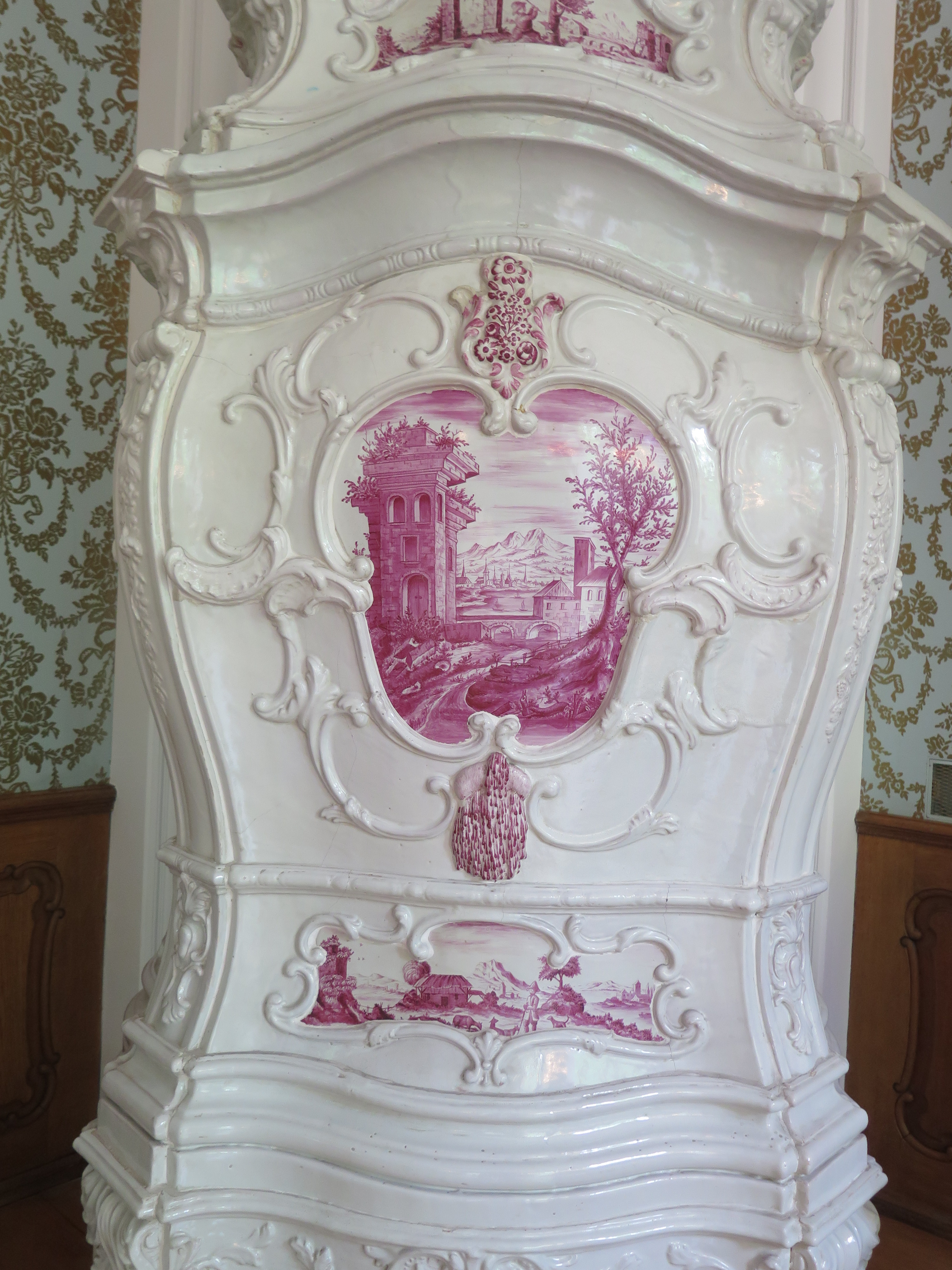
Ofen, 1776/77 (Detail), im Wildt'schen Haus, Basel
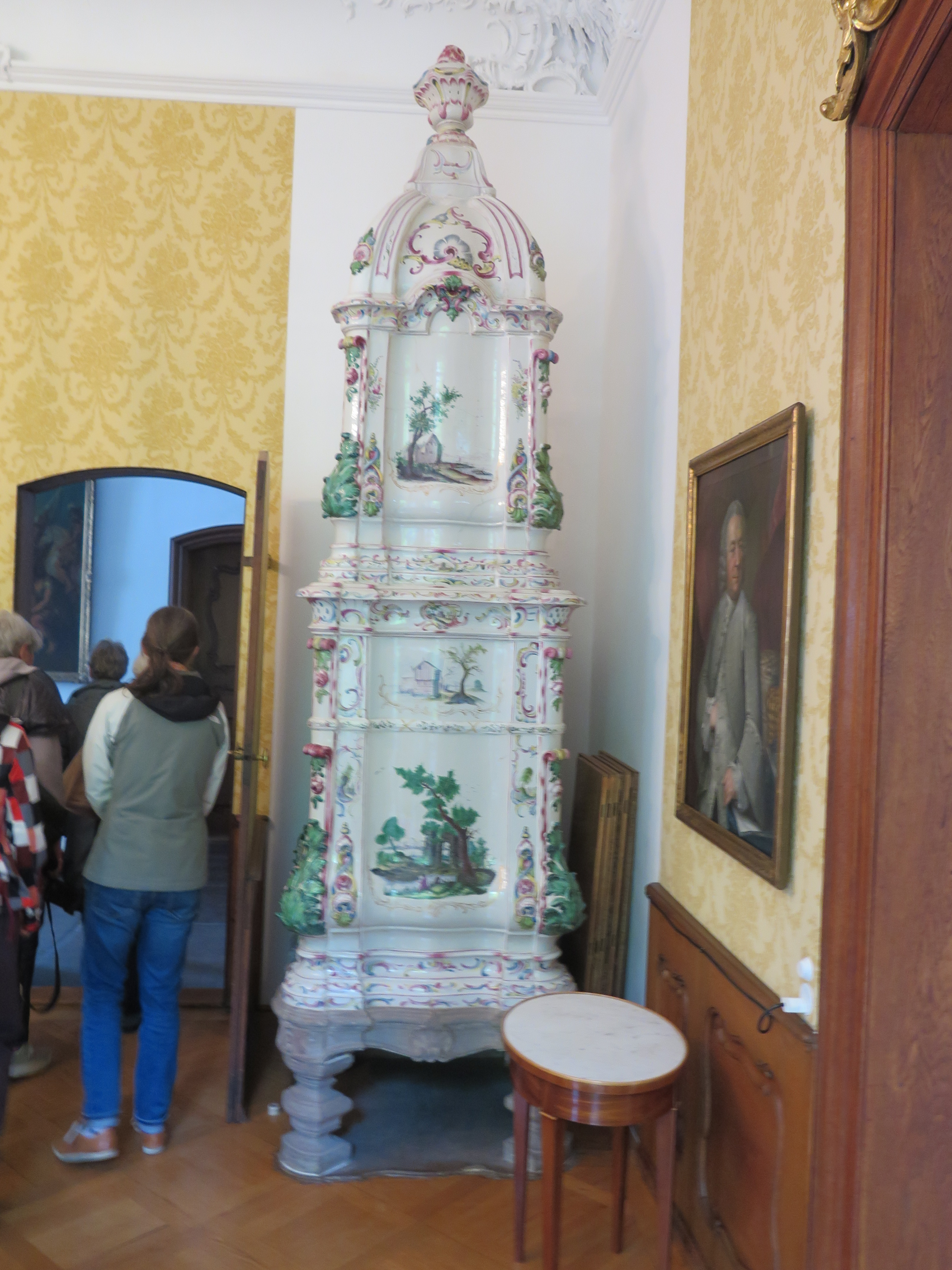
Ofen mit mehrfarbiger Malerei, im Wildt'schen Haus, Basel
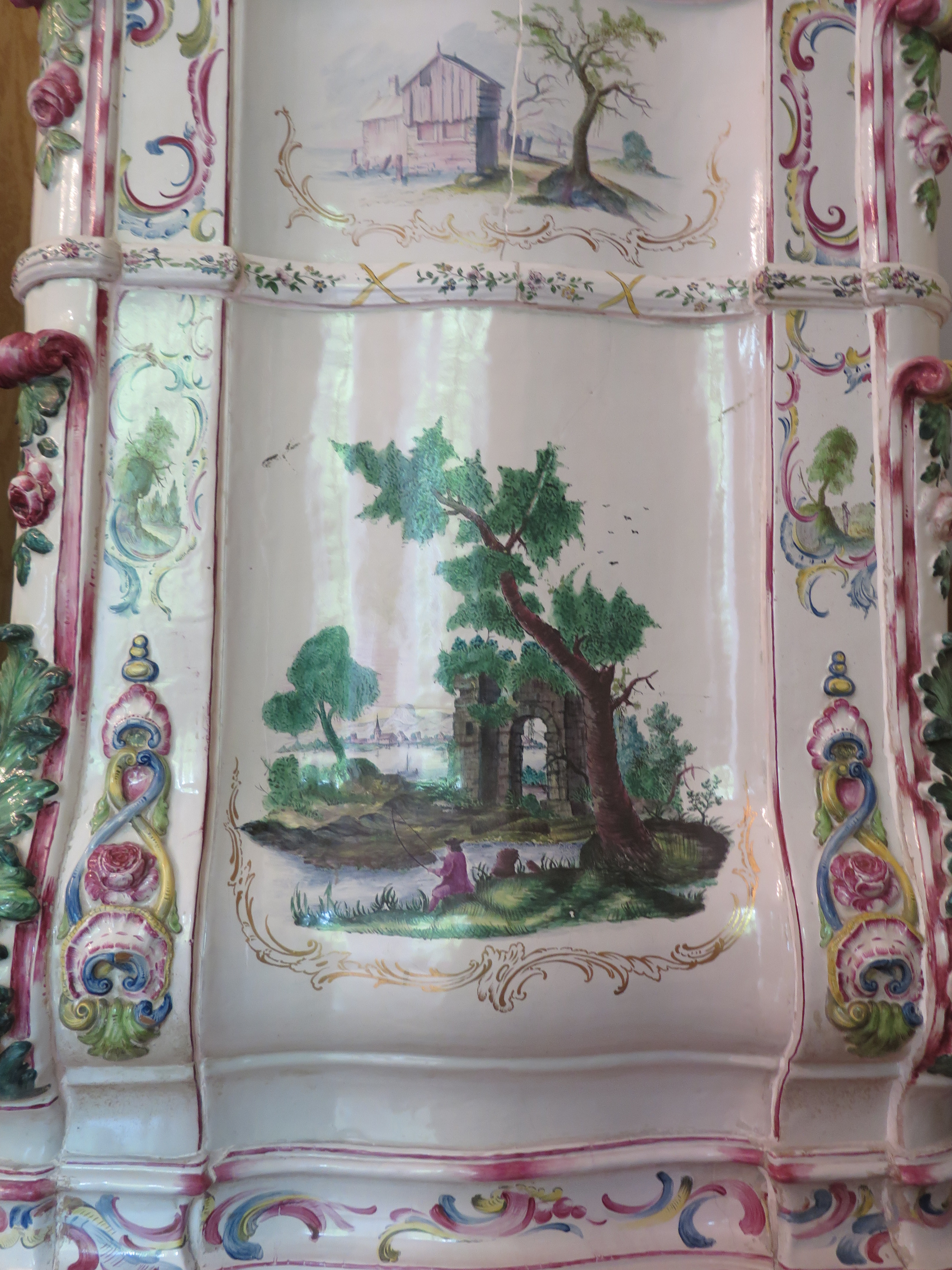
Ofen mit mehrfarbiger Malerei (Detail)